# Гебзаттель
Гебзаттель (нім. Gebsattel) — громада в Німеччині, розташована в землі Баварія. Підпорядковується адміністративному округу Середня Франконія. Входить до складу району Ансбах. Складова частина об'єднання громад Ротенбург-об-дер-Таубер.
Площа — 19,12 км2. Населення становить 1731 ос. (станом на 31 грудня 2020).

## Галерея

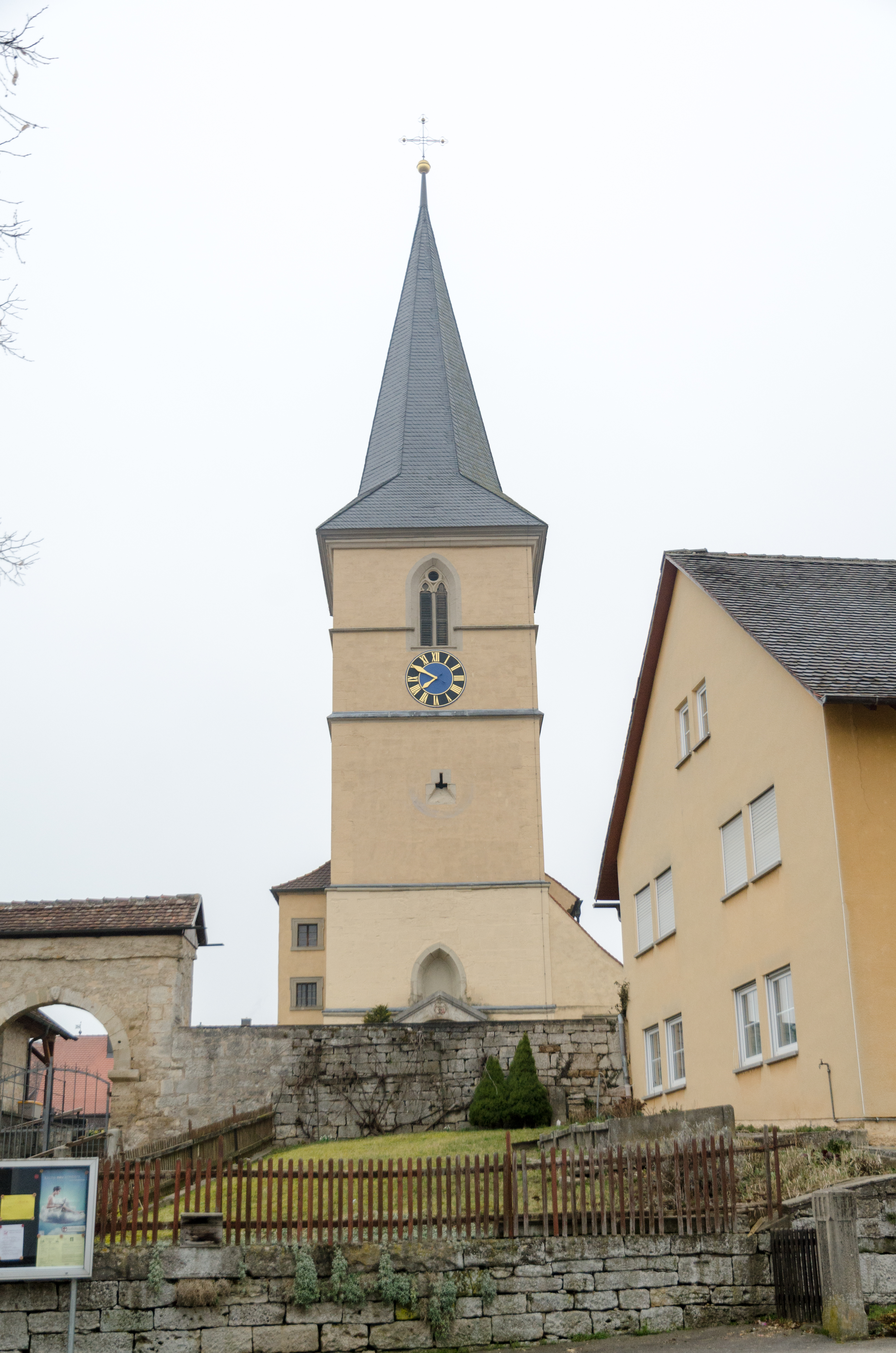